# 宗家 源吉兆庵
宗家 源吉兆庵（そうけ みなもと きっちょうあん）は、岡山県岡山市北区に本社を置く岡山県発祥の日本の和菓子製造・販売を行う企業グループの総称およびブランドである。
本項では、宗家 源 吉兆庵ブランドの和菓子製造会社である岡山県岡山市北区に本社を置く株式会社源吉兆庵と、和菓子販売会社で東京都中央区銀座に本社を置く株式会社宗家源吉兆庵について記述する。

## 事業
四季の果物を使用した和菓子を主力商品とし、過去には日本料理・茶寮として銀座・松濤、松濤・粋、茶寮 吉兆庵を手掛けていた。現在はギンザ ハレフルーツをコンセプトとしたカフェレストラン K.MINAMOTOやヨーグルト専門店Yoghurt Four Seasonsなども複数手掛けている。
源吉兆庵ブランドの親会社である株式会社源吉兆庵ホールディングスのほか、子会社に製造会社の株式会社源吉兆庵、販売会社の株式会社宗家源吉兆庵、株式会社菓匠 清閑院（京都市左京区）、株式会社日本橋屋長兵衛（御菓子司 日本橋屋、東京都中央区）、株式会社西洋菓子鹿鳴館（東京都中央区）、株式会社BonChaperai（東京都中央区）などがある。（詳しくはグループ概要の節を参照）
和菓子事業では岡山県内にある3か所の工場を生産拠点としている。販売拠点は直営店舗として銀座本店、鎌倉本店、岡山本店、広島本店の4店舗、旗艦店舗として札幌、東京、岡山、広島などがあり、全国の百貨店などを中心に約150店舗出店している。
海外進出にも積極的で、海外法人としてシンガポール、台湾、アメリカ、香港、マレーシア、イギリス、タイ、ベトナムの8カ国を拠点に約30店舗を有している。
岡山本店（株式会社 源吉兆庵本社ビル）、鎌倉本店の2か所に、北大路魯山人や宮川香山、備前焼などのコレクションを展示している吉兆庵美術館が併設されている。
宗家 源吉兆庵公式サイトの会社概要には2009年（平成21年）1月に設立された、「株式会社宗家源吉兆庵」（本社：東京都中央区銀座）の情報のみが公開されている。

### 事業所
詳しくはグループ概要の節を参照。
株式会社源吉兆庵
- 岡山本社（岡山県岡山市北区幸町）：営業、マーケティング、海外事業、総務部門
- 旧岡山本社（岡山県岡山市南区築港新町）：商品開発、品質保証、財務、経営管理、商品（資材調達）部門

株式会社宗家源吉兆庵
- 岡山本店（岡山県岡山市北区、株式会社 源吉兆庵本社ビルに併設）
- 銀座本店（東京都中央区、株式会社 宗家 源吉兆庵本社ビルに併設）
- 鎌倉本店（神奈川県鎌倉市）
- 広島本店（広島県広島市）
- 全国約450店舗（直営店および百貨店内店舗を含む）・海外約40店舗
- カフェレストラン K.MINAMOTO
- 吉兆庵美術館
  - 鎌倉・吉兆庵美術館、岡山・吉兆庵美術館

## 沿革
出典：会社沿革
- 1946年（昭和21年）2月 - 菓子製造販売をはじめる。
- 1970年（昭和45年）4月 - 有限会社 桃乃屋本舗を設立。
- 1974年（昭和49年）5月 - 組織変更し、株式会社桃乃屋本舗を設立。
- 1977年（昭和52年）6月 - 株式会社源吉兆庵を設立。
- 1985年（昭和60年）12月 - 岡山市南区築港新町に本社社屋・岡山本店が完成。
- 1988年（昭和63年）- 株式会社菓匠清閑院（京都市左京区）設立。
- 1992年（平成4年）- 株式会社香寿軒（奈良県奈良市）設立。
- 1993年（平成5年）
  - 3月 - MINAMOTO.KITCHOAN.SINGAPORE.PTE.LTD（シンガポール）を設立。
  - 8月 - シンガポール髙島屋店をオープン。
  - 9月 - 源吉兆庵股份有限公司（台湾）を設立。同時にイギリス初出店。
- 1994年（平成6年） 
  - 3月 - 株式会社鎌倉源吉兆庵・鎌倉本店設立。
  - 7月 - 台湾大葉髙島屋店をオープン。
  - 8月 - USA.K.MINAMOTO.CO. INC（米国）を設立。
  - 9月 - 岡山市南区妹尾に妹尾工場・妹尾店を設立。
- 1995年（平成7年）4月 - ニューヨーク フォートリー店をオープン。同時に岡山市南区藤田に藤田工場を設立。
- 1996年（平成8年）1月 - 源吉兆庵香港有限公司（香港）を設立。
- 1997年（平成9年） - ロンドンピカデリー店開店。ニューヨーク5thアベニュー店をオープン。
- 1998年（平成10年）- 香港崇光店、札幌円山店をオープン。
- 2000年（平成12年）- 香寿軒奈良本店オープン。
- 2001年（平成13年）
  - 4月 - 東京銀座店をオープン。
  - 10月 - 鎌倉吉兆庵美術館を新設。
- 2002年（平成14年）3月 - 岡山市中区長岡に総合物流センターと新工場を設立。
- 2003年（平成15年）- パリマドレーヌ店開店。 ISO9001認証取得。
- 2005年（平成17年）- 株式会社日本橋屋長兵衛設立。
- 2006年（平成18年）- バンコク伊勢丹店オープン。
- 2008年（平成20年）- 株式会社源吉兆庵本社（岡山市南区築港新町）に岡山吉兆庵美術館を新設。
- 2009年（平成21年）
  - 1月 - 株式会社宗家源吉兆庵を設立。株式会社源吉兆庵から和菓子販売部門を分社化。
  - 8月 - サンフランシスコ ユニオンスクエア店、大阪御堂筋店をオープン。
- 2011年（平成23年）11月 - 微風台北車站店（台北駅店）をオープン。
- 2013年（平成25年） - 
  - 1月 - 株式会社源吉兆庵農園（農業生産法人）を設立。
  - 3月 - K.MINAMOTO MALAYSIA SDN. BHD（マレーシア）を設立。
  - 7月 - ニューヨーク マディソン店をオープン。
  - 9月 - ハワイ アラモアナセンター店をオープン。
  - 10月 - 株式会社源吉兆庵の本社所在地を岡山市北区幸町の新本社ビルに移転。宗家源吉兆庵岡山本店も移転し、岡山・吉兆庵美術館を新設。旧本社の岡山吉兆庵美術館を岡山岡南・吉兆庵美術館に改称。同時にクアラルンプール パビリオン店をオープン。
  - 12月 - 鳥取県米子市に米子大山工場を開設。
- 2014年（平成26年）
  - 7月 - 台湾 台北 南京西路本店をオープン。
  - 8月 - MINAMOTO KITCHOAN EUROPE LTD（イギリス）を設立。
- 2015年（平成27年）
  - 2月 - MINAMOTO KITCHOAN (THAILAND) LTD.（タイ）を設立。
  - 9月 - 台湾 高雄左営店をオープン。
- 2016年（平成28年）
  - 4月 - 台湾 台北 板橋大遠百店をオープン。同時にMINAMOTO KITCHOAN VIETNAM CO., LTD（ベトナム）を設立。
  - 7月 - 鳥取県鳥取市の旧鳥取三洋電機工場跡地に鳥取工場を開設、稼働。同時にベトナム ホーチミン 髙島屋店をオープン。
  - 8月 - ニューヨーク ワールドトレードセンター店をオープン。
  - 9月 - ハワイ カハラモール店をオープン。
  - 10月 - クアラルンプール 伊勢丹 ザ ジャパンストア店とロンドン ストランド店をオープン。
  - 12月 - スタンフォード ショッピングセンター店をオープン。
- 2017年（平成29年）
  - 2月 - グループの親会社である株式会社桃乃屋本舗を株式会社源吉兆庵ホールディングスに社名変更。
  - 10月 - ロサンゼルス ビバリーヒルズ店をオープン。
- 2018年（平成30年）3月 - 愛媛宇和島工場が竣工。
- 2019年（平成31年/令和元年）
  - 4月 - シンガポール ジュエル チャンギエアポート店をオープン。
  - 10月 - 銀座本店を6丁目に移転。新たにカフェレストラン K.MINAMOTOを開店。
- 2021年（令和3年）9月 - 本社ビルに隣接する岡山ビブレ跡地に本社新館を建設[9]。

## グループ概要
出典：源吉兆庵グループ

### 源吉兆庵グループ
代表企業
- 株式会社　源吉兆庵ホールディングス - 岡山県岡山市北区幸町7-28

以下グループ会社
| 会社名                   | 本社所在地                                     |
| ------------------------ | ---------------------------------------------- |
| 株式会社 源吉兆庵        | 岡山県岡山市北区幸町7-28                       |
| 株式会社 源吉兆庵農園    | 岡山県岡山市北区幸町7-28                       |
| 株式会社 宗家 源吉兆庵   | 東京都中央区銀座7-8-9                          |
| 株式会社 西洋菓子 鹿鳴館 | 東京都中央区銀座7-8-9                          |
| 株式会社 日本橋屋長兵衛  | 東京都中央区日本橋室町1-6-2                    |
| 株式会社 満果惣          | 神奈川県鎌倉市小町2-9-23                       |
| 株式会社 菓匠 清閑院     | 京都府京都市下京区四条通麩屋町西入立売東町21-1 |
| 源吉兆庵乳業株式会社     | 鳥取県米子市流通町430-28                       |

### 工場
| 工場名     | 工場所在地                    |
| ---------- | ----------------------------- |
| 藤田工場   | 岡山県岡山市南区藤田564-229   |
| 妹尾工場   | 岡山県岡山市南区妹尾2658      |
| 東岡山工場 | 岡山県岡山市中区長岡4-45      |
| 鳥取工場   | 鳥取県鳥取市南吉方3丁目201-1  |
| 米子工場   | 鳥取県米子市流通町430-28      |
| 宇和島工場 | 愛媛県宇和島市三間町務田161-1 |

### 物流センター
| 物流センター名     | 物流センター所在地              |
| ------------------ | ------------------------------- |
| 東岡山物流センター | 岡山県岡山市中区長岡4-45        |
| 第二物流センター   | 岡山県岡山市南区築港新町1-24-21 |

## 主力商品
- 自然シリーズ

春 - 花桜桃（はなおうとう）
さくらんぼを丸ごとゼリーで包み込んだ菓子。
夏 - 陸乃宝珠（りくのほうじゅ）
「マスカット・オブ・アレキサンドリア」の周りを求肥で包み砂糖をまぶした菓子。
映画『しあわせのマスカット』（2021年5月14日公開）に登場。
夏 - 桃泉果（とうせんか）
白桃を丸ごとゼリーで包み込んだ菓子。
秋 - 御前栗（ごぜんぐり）
甘炊きした栗を栗餡と共に餅で包んだ菓子。
冬 - 粋甘粛（すいかんしゅく）
干し柿の中に白餡をつめた菓子。
- 恋する和菓子

小山薫堂の著書『恋する日本語』の中の言葉をテーマとした菓子。

## 広告

### 新聞広告
株式会社源吉兆庵の本社がある岡山県の地方新聞紙山陽新聞とのタイアップ企画として、毎年12月下旬頃（2019年は12月23日に掲載）に山陽新聞朝刊の1日分全ページの全ての広告欄（毎日同じ企業の広告が載っている部分などの一部を除く）に宗家 源吉兆庵の広告を掲載している。

### 提供番組（過去の提供も含む）

#### テレビ
- アンコールアワー・開運!なんでも鑑定団（テレビせとうち）
- KSBスーパーJチャンネル（瀬戸内海放送）
- 夢みる金バク!（岡山放送）
- めざましどようび（岡山放送）
- ノンストップ!（岡山放送）
- 岡山放送で過去 20:55 - 21:00 に放送していたニュース番組のローカルスポンサー（毎日変わる提供会社のうちの1社）

#### ラジオ
- Fresh Morning OKAYAMA（FM OKAYAMA） - 2024年1月から第4月曜日の 8:20 に『フレモニ吉兆庵 ～美味しい時間～』を放送している。

### その他
岡山県全域をホームタウンとするサッカーJリーグ ディビジョン2・ファジアーノ岡山FCのオフィシャルスポンサーを務めていた。チーム創設の2004年から2008年までユニフォームの胸スポンサー、2004年から2006年までは袖スポンサーも務め、チームの草創期を支えた。